# Jorge Federico de Schleswig-Holstein-Sonderburg
Jorge de Schleswig-Holstein-Sonderburg 
(18 de diciembre de 1611 - 23 de agosto de 1676) fue un duque titular de Schleswig-Holstein-Sonderburg-Schöner Beck.

## Biografía
Hijo del duque Alejandro, tras morir su padre se fue a Lübeck, donde contrajo matrimonio en 1633 con Federica de Ahlefeldt (1610-1676).
Sirvió en el Ejército sueco entre 1657 y 1660. Luego en 1662 compró la finca Schöner Beck con la mansion de Beck Schleswig.
También fue diocesano luterano de Lübeck.